# Светско првенство у пливању 2015 — 100 м леђно за мушкарце
Такмичење у пливању у дисциплини 100 метара леђним стилом за мушкарце на Светском првенству у пливању 2015. одржано је у два дана, 3. августа (квалификације и полуфинале) и 4. августа (финале) као део програма Светског првенства у воденим спортовима. Трке су се одржавале у базену Казањске арене у граду Казању (Русија).
За трке је било пријављено укупно 70 такмичара из 60 земаља. Титулу светског првака из 2013. није успео да одбрани амерички пливач Мет Гриверс који је финалу заузео треће место са резултатом од 52,66 секунди.
Нови светски првак постао је репрезентативац Аустралије Мич Ларкин који је у финалу испливао резултат од 52,40 секунди, док је сребрну медаљу освојио Камиј Лакур из Француске. Мич Ларкин који је убедљиво тријумфовао и у квалификацијама и у полуфиналу у два наврата је поправљао најбољи резултат Океаније у овој дисциплини (сада износи 52,38 секунди).
Репрезентативац Србије Петар Петровић у квалификацијама је испливао тек 45. време (резултат 57,44 секуни) што није било довољно за пролазак у полуфинале такмичења.

## Освајачи медаља
|                  | Резултат |                   | Резултат |                   | Резултат |
|                  |          |                   |          |                   |          |
| Мич Ларкин (AUS) | 52,40    | Камиј Лакур (FRA) | 52,48    | Мет Гриверс (USA) | 52,66    |

## Званични рекорди
Пре почетка такмичења званични свестки рекорд и рекорд шампионата у овој дисциплини су били следећи:
| Рекорд                     | Име               | Резултат | Место              | Датум           |
| -------------------------- | ----------------- | -------- | ------------------ | --------------- |
| Светски рекорд             | Арон Пирсол (USA) | 51,94    | Индианаполис (САД) | 8. јул 2009.    |
| Рекорд светских првенстава | Арон Пирсол (USA) | 52,19    | Рим (Италија)      | 2. август 2009. |

У четири трке на 100 метара леђним стилом током трајања овог светског првенства оборена су два национална рекорда (Сингапура и Естоније), а Аустралијанац Мич Ларкин је у два наврата поправљао рекорд Океаније (у квалификацијама на 52,50 и у полуфиналу на 52,38 секунди).

## Земље учеснице
За трке на 100 метара леђним стилом пријављено је укупно 70 такмичара из 60 земаља, а свака од земаља могла је да пријави максимално два такмичара по утрци.
| - Азербејџан (1) - Америчка Девичанска Острва (1) - Аустралија (2) - Бангладеш (1) - Бахреин (1) - Белорусија (1) - Боцвана (1) - Бразил (1) - Бугарска (1) - Велика Британија (2) - Венецуела (1) - Вијетнам (1) - Грчка (1) - Доминиканска Република (1) - Египат (1) | - Естонија (1) - Израел (1) - Индонезија (1) - Иран (1) - Италија (2) - Јамајка (1) - Јапан (2) - Јордан (1) - Јужна Кореја (1) - Канада (1) - Катар (1) - Кенија (1) - Кина (2) - Колумбија (1) - Кукова Острва (1) | - Куба (1) - Летонија (1) - Либан (1) - Литванија (1) - Мађарска (1) - Макао (1) - Мароко (1) - Мексико (1) - Мјанмар (1) - Намибија (1) - Никарагва (1) - Немачка (2) - Нови Зеланд (1) - Норвешка (1) - Папуа Нова Гвинеја (1) | - Парагвај (1) - Пољска (2) - Румунија (1) - Русија (2) - Сингапур (1) - САД (2) - Србија (1) - Тринидад и Тобаго (1) - Туркменистан (1) - Турска (1) - Уганда (1) - УАЕ (1) - Француска (2) - Швајцарска (1) - Шпанија (1) |

## Квалификације
У квалификацијама се пливало у 7 квалификационих група, а сваку од група чинило је по 10 пливача. Пласман у полуфинале обезбедило је 16 пливача који су у квалификацијама остварили најбоља времена. Такмичари из Мексика и Венецуеле нису се појавили на старту трке.
Квалификационе трке пливане су 3. августа у јутарњем делу програма, са почетком у 9:49 по локалном времену.
| ПЛ. | Трка | Стаза | Пливач                 | Репрезентација             | Време   | Нап.   |
| --- | ---- | ----- | ---------------------- | -------------------------- | ------- | ------ |
| 01. | 6    | 5     | Мич Ларкин             | Аустралија                 | 52,50   | КВ, ОР |
| 02. | 7    | 4     | Мет Гриверс            | САД                        | 53,21   | КВ     |
| 03. | 6    | 4     | Сју Ђају               | Кина                       | 53,29   | КВ     |
| 04. | 6    | 6     | Лијам Танкок           | Велика Британија           | 53,35   | КВ     |
| 05. | 7    | 5     | Рјосуке Ирије          | Јапан                      | 53,37   | КВ     |
| 06. | 6    | 3     | Гиљерме Гвидо          | Бразил                     | 53,57   | КВ     |
| 07. | 5    | 4     | Крис Вокер Хеборн      | Велика Британија           | 53,64   | КВ     |
| 08. | 5    | 2     | Григориј Тарасевич     | Русија                     | 53,69   | КВ     |
| 09. | 7    | 3     | Јевгениј Рилов         | Русија                     | 53,74   | КВ     |
| 10. | 6    | 1     | Јан Филип Гланија      | Немачка                    | 53,78   | КВ     |
| 11. | 7    | 6     | Симоне Сабиони         | Италија                    | 53,83   | КВ     |
| 12. | 5    | 3     | Жереми Стравијус       | Француска                  | 53,92   | КВ     |
| 12. | 6    | 2     | Камиј Лакур            | Француска                  | 53.92   | КВ     |
| 12. | 7    | 7     | Јаков Тумаркин         | Израел                     | 53,92   | КВ     |
| 15. | 5    | 6     | Бен Треферс            | Аустралија                 | 54,00   | КВ     |
| 16. | 5    | 5     | Дејвид Плумер          | САД                        | 54,06   | КВ     |
| 17. | 7    | 2     | Масаки Канеко          | Јапан                      | 54,19   |        |
| 18. | 5    | 1     | Радослав Кавенцки      | Пољска                     | 54,20   |        |
| 19. | 6    | 8     | Томаш Полевка          | Пољска                     | 54,26   |        |
| 20. | 5    | 9     | Ли Гуангјуен           | Кина                       | 54,34   |        |
| 21. | 7    | 9     | Ке Џенгвен             | Сингапур                   | 54,40   | НР     |
| 22. | 7    | 0     | Кори Меин              | Нови Зеланд                | 54,51   |        |
| 23. | 4    | 4     | Габор Балог            | Мађарска                   | 54,65   |        |
| 24. | 7    | 8     | Кристијан Динер        | Немачка                    | 54,75   |        |
| 25. | 6    | 0     | Парк Сеон-кван         | Јужна Кореја               | 54,80   |        |
| 26. | 6    | 7     | Кристофер Чикарезе     | Италија                    | 54,81   |        |
| 26. | 6    | 9     | Хуан Мигел Рандо       | Шпанија                    | 54,81   |        |
| 28. | 5    | 0     | Данас Рапшис           | Литванија                  | 54,86   |        |
| 29. | 5    | 7     | Расел Вуд              | Канада                     | 54,90   |        |
| 30. | 4    | 3     | Роберт Глинта          | Румунија                   | 55,07   |        |
| 31. | 7    | 1     | Апостолос Христу       | Грчка                      | 55,10   |        |
| 32. | 4    | 1     | Ралф Трибунцов         | Естонија                   | 55,13   | НР     |
| 33. | 4    | 0     | Дилан Картер           | Тринидад и Тобаго          | 55,24   |        |
| 34. | 4    | 5     | Лавранс Соли           | Норвешка                   | 55,28   |        |
| 35. | 5    | 8     | Павел Санкович         | Белорусија                 | 55,79   |        |
| 36. | 3    | 3     | Мохамед Хусеин         | Египат                     | 55,85   |        |
| 37. | 3    | 8     | Рексфорд Тулијус       | Америчка Девичанска Острва | 55,88   |        |
| 38. | 4    | 7     | Омар Пинзон            | Колумбија                  | 55,90   |        |
| 39. | 3    | 4     | Лукас Рауфтлин         | Швајцарска                 | 56,11   |        |
| 40. | 4    | 6     | Јанис Шалтанс          | Летонија                   | 56,15   |        |
| 41. | 3    | 6     | Рајан Пини             | Папуа Нова Гвинеја         | 56,39   |        |
| 41. | 4    | 9     | И Геде Симан Судартава | Индонезија                 | 56,39   |        |
| 43. | 3    | 5     | Дорук Текин            | Турска                     | 56,57   |        |
| 44. | 4    | 8     | Нгујен Пол Ли          | Вијетнам                   | 56,95   |        |
| 45. | 3    | 7     | Петар Петровић         | Србија                     | 57,44   |        |
| 46. | 2    | 6     | Тимоти Винтер          | Јамајка                    | 57,47   |        |
| 47. | 2    | 2     | Борис Кирилов          | Азербејџан                 | 57,50   |        |
| 48. | 3    | 9     | Мартин Желев           | Бугарска                   | 57,55   |        |
| 49. | 2    | 3     | Мердан Атајев          | Туркменистан               | 57,57   |        |
| 50. | 3    | 0     | Чарлс Хокин            | Парагвај                   | 57,84   |        |
| 51. | 2    | 1     | Давид ван дер Колф     | Боцвана                    | 57,95   |        |
| 52. | 3    | 1     | Џамал Чавошифар        | Иран                       | 58,75   |        |
| 53. | 1    | 5     | Ејснер Барберена       | Никарагва                  | 58,59   |        |
| 54. | 2    | 5     | Нгу Пок Ман            | Макао                      | 59,12   |        |
| 55. | 2    | 0     | Хеан Гомез             | Доминиканска Република     | 59,69   |        |
| 56. | 2    | 9     | Лушано Лампрехт        | Намибија                   | 59,77   |        |
| 57. | 1    | 4     | Хамдан Бајусуф         | Кенија                     | 1:00,07 |        |
| 58. | 2    | 8     | Дрис Лахричи           | Мароко                     | 1:00,42 |        |
| 59. | 1    | 3     | Адел ел Факир          | Либан                      | 1:00,84 |        |
| 60. | 2    | 7     | Јакуб ел Сади          | УАЕ                        | 1:01,04 |        |
| 61. | 1    | 2     | Мухамед Бедур          | Јордан                     | 1:02,33 |        |
| 62. | 1    | 7     | Мухамед Ахмед          | Бангладеш                  | 1:04,28 |        |
| 63. | 1    | 1     | фараџ Салех            | Бахреин                    | 1:04,94 |        |
| 64. | 1    | 8     | Ноа ел Хулаифи         | Катар                      | 1:05,36 |        |
| 65. | 1    | 6     | Арнолд Кисуло          | Уганда                     | 1:06,14 |        |
| 66. | 1    | 0     | Темаруата Стрикланд    | Кукова Острва              | 1:10,89 |        |
| 67. | 1    | 9     | Хтут Ахнт Кхаунг       | Mјанмар                    | 1:12,90 |        |
| 68  | 2    | 4     | Данијел Рамирез        | Мексико                    | НН      |        |
| 68  | 4    | 2     | Алберт Субиратс        | Венецуела                  | НН      |        |
| 68  | 3    | 2     | Армандо Барера         | Куба                       | ДСК     |        |

Напомене: КВ - квалификација; НР - национални рекорд; ОР - Океанијски рекорд; НН - није наступио; ДСК - дисквалификација

### Полуфинала
Полуфиналне трке пливале су се у послеподневном делу програма 3. августа, а прва трка је почела у 17:48 по локалном времену. Пласман у финале обезбедило је 8 пливача са најбољим резултатима.
Прво полуфинале
| ПЛ. | Стаза | Пливач             | Репрезентација   | Време | Нап. |
| --- | ----- | ------------------ | ---------------- | ----- | ---- |
| 1.  | 4     | Мет Гриверс        | САД              | 52,73 | КВ   |
| 2.  | 5     | Лиам Танкок        | Велика Британија | 53,19 | КВ   |
| 3.  | 8     | Дејвид Плумер      | САД              | 53,54 |      |
| 4.  | 6     | Григориј Тарасевич | Русија           | 53,64 |      |
| 5.  | 1     | Јаков Тумаркин     | Израел           | 53,77 |      |
| 6.  | 2     | Јан-Филип Гланија  | Немачка          | 53,78 |      |
| 7.  | 3     | Гиљерме Гвидо      | Бразил           | 53,88 |      |
| 8.  | 7     | Жереми Стравијус   | Француска        | 54,54 |      |

Друго полуфинале
| ПЛ. | Стаза | Пливач            | Репрезентација   | Време | Нап.   |
| --- | ----- | ----------------- | ---------------- | ----- | ------ |
| 1.  | 4     | Мич Ларкин        | Аустралија       | 52,38 | КВ, ОР |
| 2.  | 1     | Камиј Лакур       | Француска        | 52,70 | КВ     |
| 3.  | 3     | Рјосуке Ирије     | Јапан            | 53,13 | КВ     |
| 4.  | 2     | Јевгениј Рилов    | Русија           | 53,14 | КВ     |
| 5.  | 5     | Сју Ђају          | Кина             | 53,15 | КВ     |
| 6.  | 6     | Крис Вокер-Хеборн | Велика Британија | 53,39 | КВ     |
| 7.  | 7     | Симоне Сабиони    | Италија          | 53,60 |        |
| 8   | 8     | Бен Треферс       | Аустралија       | ДСК   |        |

Напомене: КВ - квалификација; ОР - Океанијски рекорд; ДСК - дисквалификација

## Финале
Финална трка пливана је 4. августа са почетком у 18:36 по локалном времену.
| ПЛ. | Стаза | Пливач            | Репрезентација   | Време | Нап. |
| --- | ----- | ----------------- | ---------------- | ----- | ---- |
|     | 4     | Мич Ларкин        | Аустралија       | 52,40 |      |
| 2   | 5     | Камиј Лакур       | Француска        | 52,48 |      |
| 3   | 3     | Мет Гриверс       | САД              | 52,66 |      |
| 4.  | 7     | Сју Ђају          | Кина             | 52,89 |      |
| 5.  | 8     | Крис Вокер-Хеборн | Велика Британија | 53,02 |      |
| 6.  | 6     | Рјосуке Ирије     | Јапан            | 53,10 |      |
| 7.  | 2     | Јевгениј Рилов    | Русија           | 53,23 |      |
| 8.  | 1     | Лиам Танкок       | Велика Британија | 53,37 |      |